# Катерв
Катерв (лат.:Catervus, итал. San Caterv[i]o) (предп. IV век) — святой покровитель Толентино. День памяти — 17 октября.
Святой Катерв принёс Христову веру в город Толентино, за что был умучен. Как известно, епископство в Толентино восходит к V веку.
В соборе Святого Катерва в Толентино в оригинальном мраморном саркофаге IV века почивают мощи святого. На саркофаге изображены Добрый Пастырь и поклонение волхвов. Собор выглядит построенным на месте посвящённого святому мавзолея. На табличке приводится полное имя святого: Flavius Julius Catervus.. Святой Катерв был из благородных, в ранге сенатора, повышенный до статуса префекта. Он скончался в возрасте 56 лет; его супруга Септимия Северина (Septimia Severina) построила саркофаг для них обоих.
В 1455 году саркофаг был вскрыт и честная глава святого была перенесена в реликварий для пущего почитания. Согласно записям, в 1567 году тело святого было обретено вместе с телами его супруги и сына Вассо (Basso, Bassus). В саркофаге было найдено около двух тысяч монет.